# RecordMyDesktop
recordMyDesktop is een computerprogramma waarmee het mogelijk is om een screencast te maken van de activiteiten die zich op het beeldscherm voordoen.
Het programma werd in eerste instantie beheerd door John Varouhakis, in 2009 werd de functie  overgedragen aan Martin Nordholts.
Het computerprogramma kan op meerdere manieren worden gedownload, onder andere door het gebruikmaken van het softwarecentrum van de desbetreffende Linuxdistributie (mits ondersteund) of door het gebruik van SourceForge.net waar het programma al, sinds de registratie op SourceForge, 225.000 maal is gedownload.